# Louis Braille
Louis Braille (Coupvray, 4 gennaio 1809 – Parigi, 6 gennaio 1852) è stato un inventore francese; ideò il codice Braille, che da lui prese il nome, utilizzato per la scrittura e la lettura dalle persone non vedenti.

## Biografia
Suo padre, Simon-René Braille, era un sellaio; all'età di tre anni il piccolo Louis si infortunò all'occhio sinistro nell'officina paterna. A causa dell'estendersi dell'infezione perse la vista anche all'occhio destro e divenne cieco. A 10 anni vinse una borsa di studio alla Institution des Jeunes Aveugles (Istituto per giovani ciechi) a Parigi. Si trattava di uno dei primi centri specializzati per persone non vedenti, ma le condizioni di vita non erano delle migliori.
Alle persone venivano insegnati diversi mestieri (come ad esempio impagliatore di sedie), ma venivano continuamente maltrattati dal personale. Ai ragazzi della scuola veniva insegnato a leggere con il metodo di Valentin Haüy che consisteva nel leggere attraverso il tatto i caratteri della stampa in nero, ma messi in risalto da un filo di rame posto sull'altro lato del foglio. Questo metodo però non permetteva alle persone di scrivere. Fin da ragazzo dimostrò di essere un abile suonatore di organo e suonava nelle cerimonie religiose. Nel 1827 divenne professore presso lo stesso istituto dove era ricoverato. Braille morì nel 1852, a Coupvray, di tubercolosi. Dal 1952 è sepolto presso il Pantheon a Parigi.

## L'invenzione

"Louis Braille" in braille

Nel 1821 venne ispirato da una visita a scuola da parte di un militare, Charles Barbier de la Serre, che descrisse un metodo basato su dodici punti per scrivere messaggi in rilievo, metodo da lui proposto alle forze armate per i dispacci notturni. Braille inventò il metodo basato su sei punti che porta ancora il suo cognome: Braille.
Il beneficio più rilevante rispetto al metodo Haüy era che permetteva sia di leggere sia di scrivere, anche se la scrittura implicava un livello di difficoltà superiore alla lettura. Il codice Braille infatti deve venire scritto sulla faccia opposta della pagina, invertendo non soltanto la disposizione dei caratteri (da destra verso sinistra) ma anche la forma dei caratteri (con collocazione dei punti speculare rispetto a quella della lettura).
Più tardi ideò un'estensione del metodo per la matematica (Nemeth Braille) e per le note musicali (Codice musicale Braille).

## Riconoscimenti
- Nel 2009, duecentenario della sua nascita, sia l'Italia sia il Belgio gli hanno dedicato una moneta commemorativa da due euro.
- Nel 2008 la città di Torino gli ha intitolato un'area verde in zona Nizza-Millefonti[4]
- Nel febbraio del 2014 la città di Piacenza dedicò a Braille una strada. Essendo però la strada in questione una via senza uscita, la quale è definibile in italiano anche come "vicolo cieco", la notizia suscitò molti commenti ironici e fu veicolata da numerosi quotidiani. Il sindaco di Piacenza, Dosi, ribatté: «Una facile ironia che ci lascia perplessi»[5]

## Galleria d'immagini

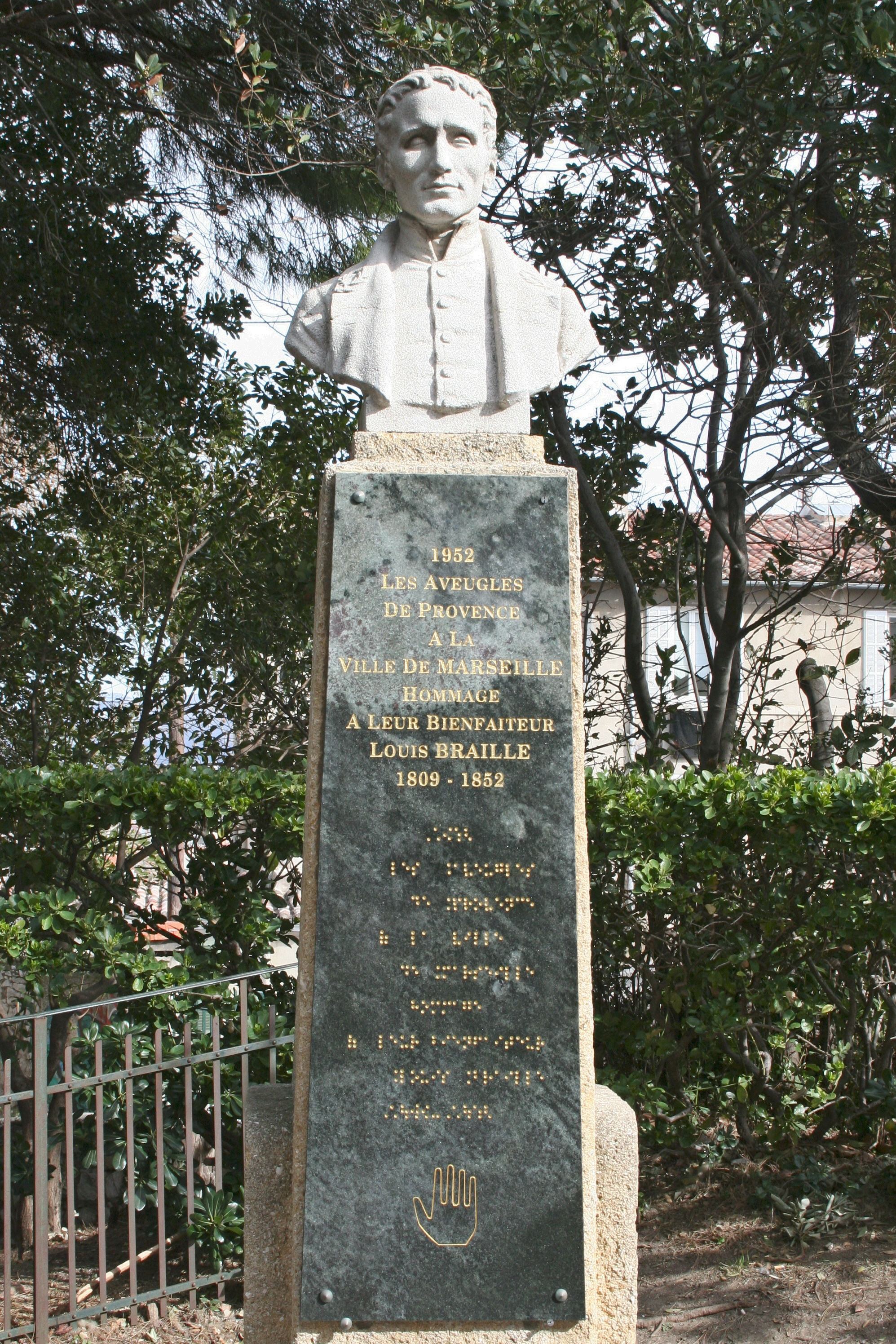
Statua a Colline Puget, Marsiglia
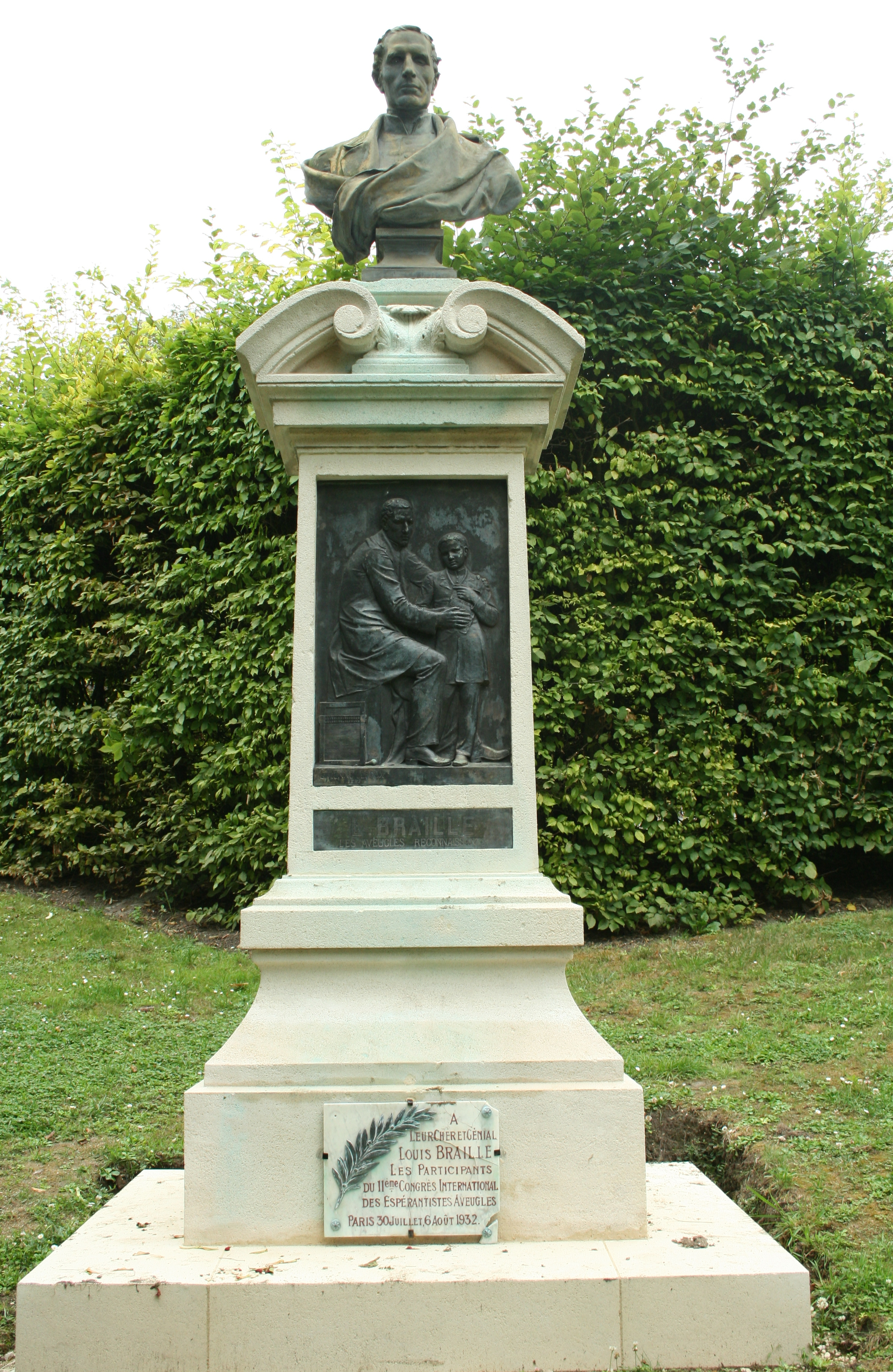
Monumento a Coupvray creato nel 1887 grazie a una sottoscrizione internazionale. Opera dello scultore Étienne Leroux
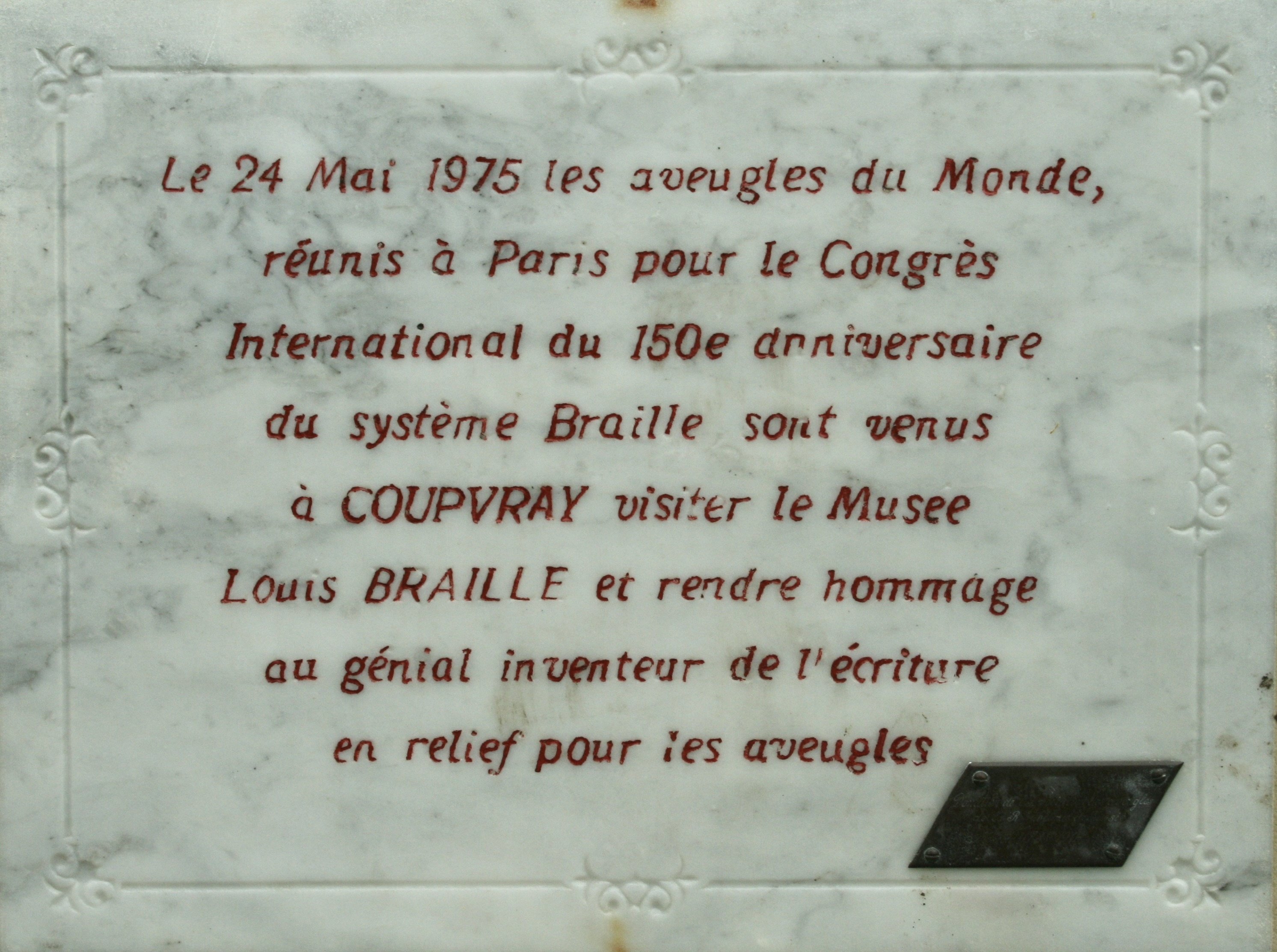
Omaggio a Louis Braille
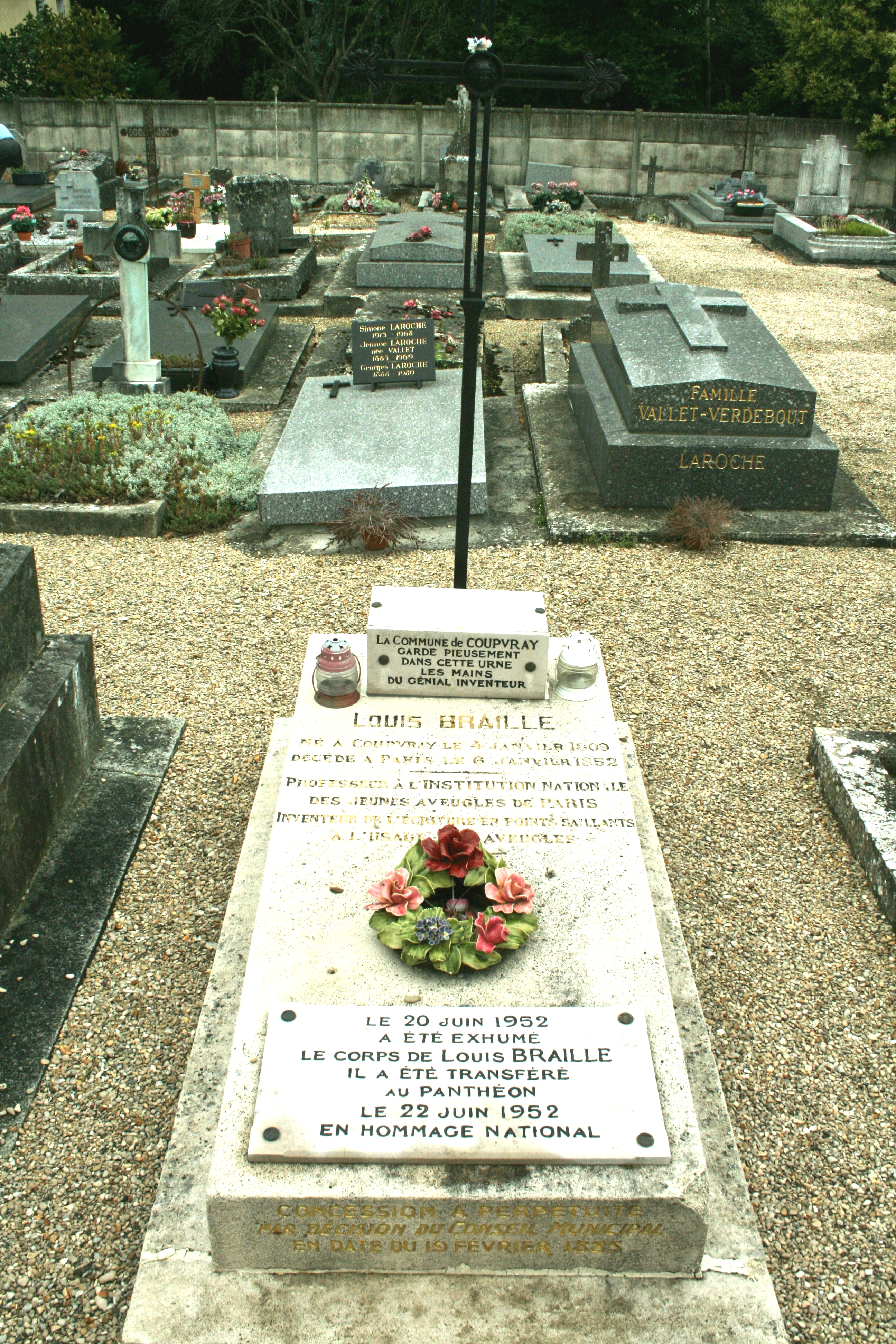
Tomba di Louis Braille. Le reliquie sono nel Panthéon